# Ростсельмаш
Группа компаний «Ростсельмаш» (офиц. — Общество с ограниченной ответственностью «Комбайновый завод „Ростсельмаш“») — разработчик и производитель сельскохозяйственной техники.
Компания имеет разветвленную дилерскую сеть и выпускает технику под брендом «Ростсельмаш». Производит полную линейку машин и технического оборудования для сельского хозяйства.
В числе ГК «Ростсельмаш»: Компания «Клевер», ЗАО «Феррум», ООО «РПРЗ», ООО «РЛЗ», ООО «Ростсельмаш-энерго», ООО «Транспортная компания „Ростсельмаш“», ООО «Агроцифра», Завод трансмиссий.

## История

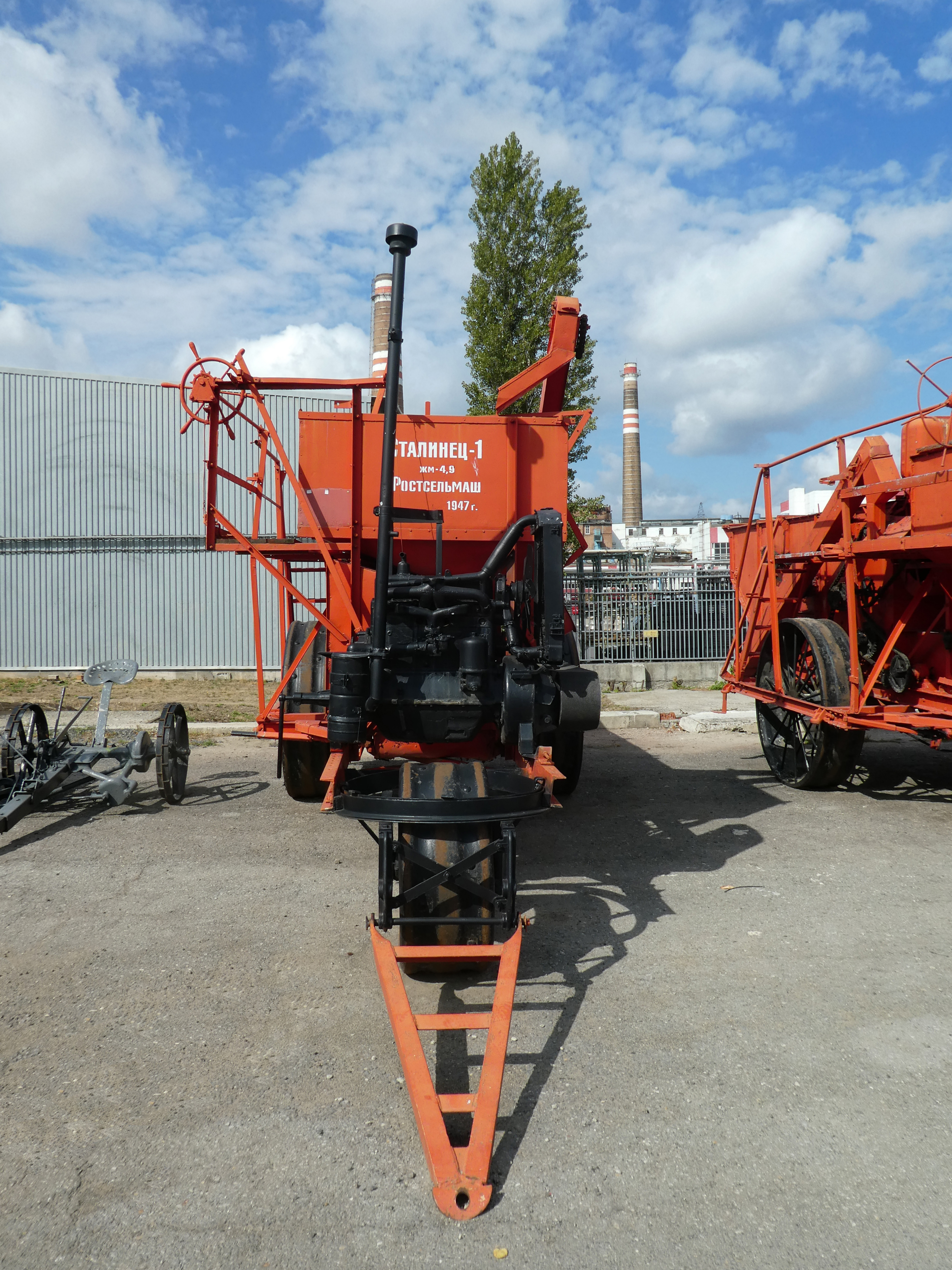
Комбайн «Сталинец-1»

Днем создания «Ростсельмаша» считается 21 июля 1929 года, когда завод выпустил первые изделия, на мощностях четырёх цехов. В 1931 году завод стал действующим полностью.
Первоначально завод выпускал плуги, сеялки, сноповязалки, но вскоре перешел к производству комбайнов.
24 января 1932 года с конвейера сошел первый комбайн, затем пошли сотни комбайнов ежемесячно.
Первый трактор СТЗ вместе с первым комбайном Ростсельмаша были объявлены «Подарками XVI Съезду»
В 1935 году завод присоединяется к стахановскому движению, что позволило вывести завод на уровень 15 тыс. комбайнов в год. Однако такая производительность привела к следующим последствиям: начались аварии и несчастные случаи, которые вновь квалифицировались как проявления вредительства.
В 1937 году Ростельмаш выходит на международный уровень признания его продукции. На выставке в Париже комбайн «Сталинец-1» был удостоен высшей награды выставки — «Гран-при».

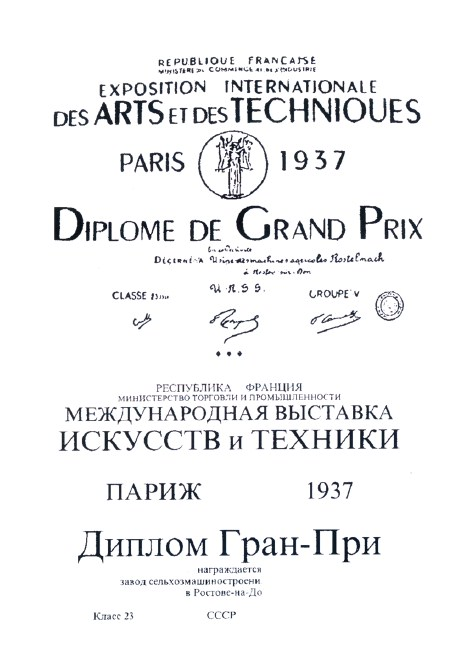
Диплом Grand Prix на выставке в Париже 1937 года

Следующим шагом был её экспорт за рубеж. Комбайны поставлялись в Голландию, Данию, Грецию, Турцию, Афганистан, Иран, Монголию, Китай.
В конце 1930-х годов завод стал крупнейшим, а также градообразующим предприятием Ростова-на-Дону, ведущим среди всего машиностроительного комплекса СССР по многим показателям. На предприятии впервые в стране были составлены единые технико-промышленные планы, сменно-встречное планирование, осуществлено сквозное ударное движение, созданы комплексные бригады и прочие формы «советского менеджмента». По формам организации производства Ростсельмаш лидировал в конце 1930-х годов.

### Военные и послевоенные годы
Стела Героев на территории предприятия посвящена рабочим завода «Ростсельмаш», воевавшим на фронтах Великой Отечественной войны. В их числе семь Героев Советского Союза, погибших в этой войне.
17 февраля 1956 года, в честь 25-летия пуска в эксплуатацию и за заслуги в оснащении сельского хозяйства новой техникой, завод был награждён орденом Ленина.
В послевоенный период совместно профеcсоро-преподавательским составом Ростовского института сельскохозяйственного машиностроения (РИСХМ) было реализовано более 200 предложений по безопасности конструкций и технологий изготовления машин. Доцент И. Ф. Попов вместе с работниками завода «Ростсельмаш» был удостоен звания лауреата Государственной премии за разработку конструкции зерноуборочного комбайна «Сталинец-6».
В августе 1973 года «Ростсельмаш» начал выпуск самой массовой модели своих зерноуборочных машин — СК-5 «Нива».
В середине 1980-х годов при заводе был создан завод-втуз (ныне Институт энергетики и машиностроения ДГТУ). Также в эти годы завод носил имя Ю. В. Андропова.
18 февраля 1984 года завод выпустил двухмиллионный комбайн.
До «перестройки» при устройстве на «Ростсельмаш» работнику гарантировалось, что при соблюдении трудовой дисциплины и выполнении производственных заданий с высоким качеством, через 10-15 лет его семью обеспечат бесплатной квартирой, рассчитанной по квадратуре на всех членов семьи. Размер заработной платы при трудоустройстве рабочие даже не согласовывали.
С 1986 года завод выпускал комбайны серии «Дон»: Дон-1200 и Дон-1500.

### XXI век

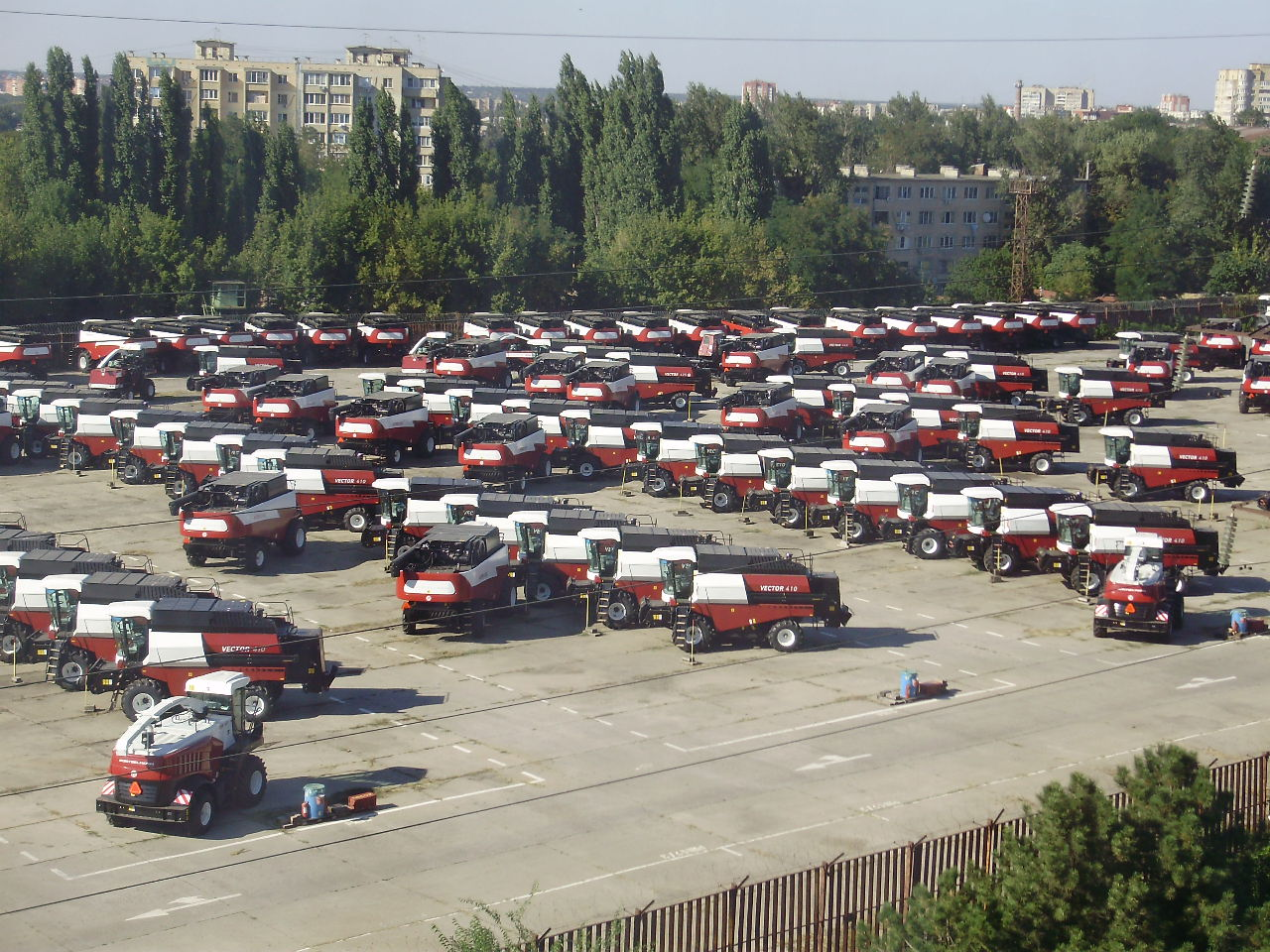
Площадка с готовой продукцией, 2016 год

В 2000 году появился инвестор — Промышленный союз «Новое Содружество». Новые акционеры — Константин Бабкин, Дмитрий Удрас и Юрий Рязанов вывели «Ростсельмаш» из состояния кризиса 1990-х годов.
В июне 2004 года начат выпуск комбайна VECTOR.
В 2005 году «Ростсельмаш» получил медаль на конкурсе инноваций SIMA-2005 (Франция).
Весной 2007 года на «Ростсельмаше» начинается серийное производство комбайна 5-го класса производительности ACROS 530. Осенью 2007 года «Ростсельмаш» приобрёл тракторный завод Versatile в Канаде.
В 2008 году в состав «Ростсельмаша» вошла компания Klever, производящая кормоуборочную, прицепную и навесную технику.

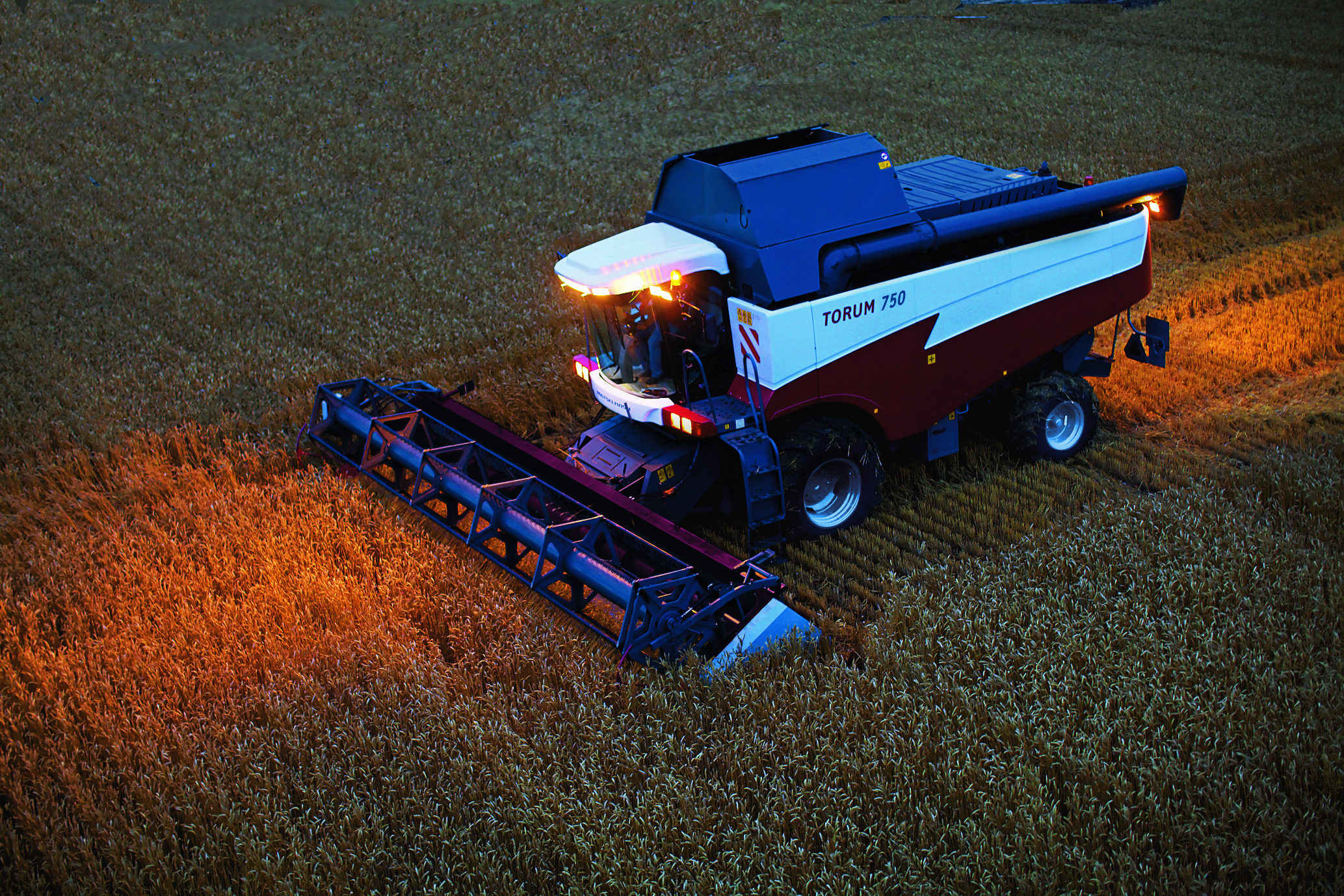
Ночная уборка TORUM 750

В 2009 году приступает к производству новой зерноуборочной машины 7-го класса производительности — роторного комбайна TORUM. Одновременно с роторным комбайном на предприятии ведется производство ещё двух типов машин: кормоуборочного комбайна RSM 1401, косилки самоходной универсальной (КСУ). В этом же году «Ростсельмаш» приобрел часть активов американской компании Red Ball для развития производства опрыскивателей.
В 2010 году приобретены активы американской компании Feterl Manufacturing Corp. В этом же году модельный ряд техники «Ростсельмаша» составляет 18 типов сельскохозяйственных машин и более 100 моделей и модификаций комбайнов, тракторов, кормоуборочной прицепной и навесной техники, техники для хранения и переработки зерна. 12—13 июля 2010 года был установлен мировой рекорд по почвообработке компаниями «Ростсельмаш» и Gregoire Besson (Франция).
В 2011 году компания Buhler Industries Inc, контрольным пакетом которой владел «Ростсельмаш», приобрела активы канадского производителя техники для сева, почвообработки и других работ Ezee-On Manufacturing. «Ростсельмаш» получил доступ к полной линейке техники для сельского хозяйства.
В 2012 году «Ростсельмаш» вывел на рынок две новые серии тракторов Versatile мощностью до 575 л. с.: C3 и D2.

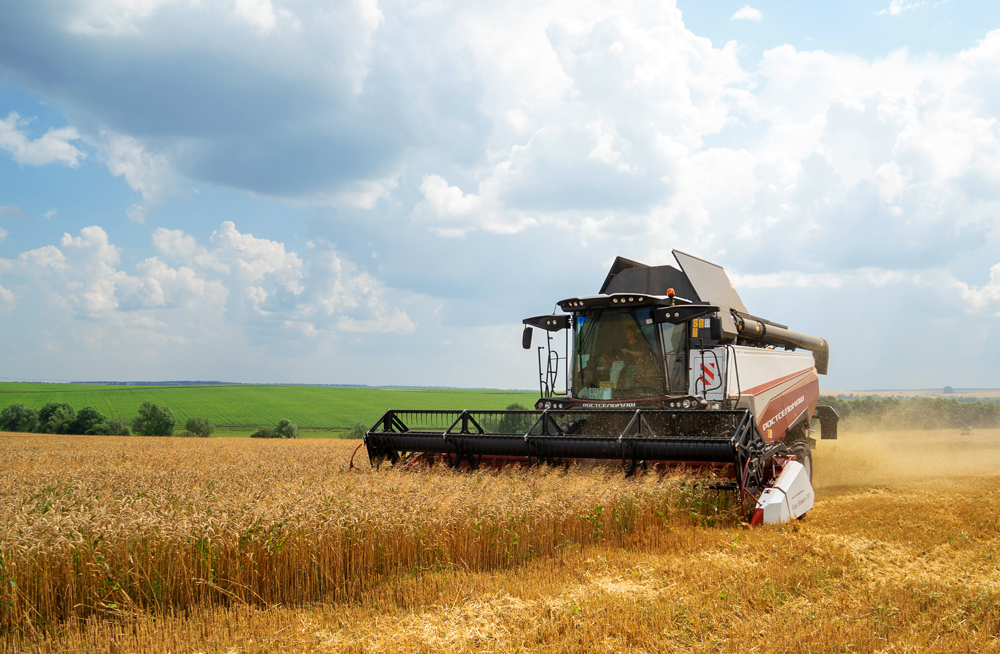
Испытания зерноуборочного комбайна Ростсельмаш RSM 161

В январе 2014 года впервые в Олимпийском движении в качестве факелоносца используется зерноуборочный комбайн. В эстафете Олимпийского Огня в Ростове-на-Дону участвует ACROS 580. В октябре 2014 года «Ростсельмаш» начал выпуск нового зерноуборочного комбайна RSM 161, его официальная презентация прошла на международной выставке «Агросалон» в Москве.
В 2016 в Ростов-на-Дону из Канады перенесено производство трактора Versatile-2375.
В 2018 году начался выпуск машины серии TORUM второго поколения. По собственным данным производителя, на 2018 год поставки техники шли в 50 стран, а сервисная сеть насчитывала 500 объектов в разных странах мира. Доля продукции на мировом рынке уборочной агротехники достигла 17 %. На российском рынке доля продукции составляла 70 %.
Выручка компании в 2018 году составила 37 млрд рублей. В 2019 году Ростсельмаш выручил почти столько же — 37,7 млрд рублей, прибыль выросла более, чем в 7 раз — до 2,6 млрд рублей. Выручка в 2020 году составила 74,5 млрд рублей.
Рост производства за 2023 год составил практически 40 %. 14 февраля 2024 состоялось открытие производственной площадки прицепной и навесной техники Ростсельмаш в г. Таганроге. Объём производства нового завода составит при выходе на полную мощность около 5000 единиц техники в год. 5 марта 2024 года был открыт тракторный завод Ростсельмаш, его площадь составляет 14 га, из них производственная (цеха и склады) — 62 тыс. м²..  22 июля 2024 года коллектив комбайнового завода «Ростсельмаш» награждён орденом Почёта за большой вклад в развитие сельскохозяйственного машиностроения и высокие показатели в производственной деятельности.
При этом по итогам 2024 года объемы производства снизились на 30%; снижение спроса на технику и ослабление мер поддержки со стороны правительства привели к массовым увольнениям (было сокращено около 2000 сотрудников), приостановке производств и началу обсуждения банкротства предприятия. Также турецкой фирме был продан канадский филиал Ростельмаша (Buhler Industries Inc).

#### Кадры
В 2000-х интенсивно увольнялись 55-58-летние работники по всем категориям работающих — около 63 % состава коллектива ушли на пенсию. Им выдали земельные (дачные) участки вблизи Ростовского моря, началось интенсивное индивидуальное строительство. Все металлические просечки, образующиеся при штамповке, отдавались пенсионерам для сооружения оград. Завод оказывал разнообразную помощь «дачникам-пенсионерам». Например, из разных точек Ростова по разным маршрутам два-три раза в день (сначала по выходным, а потом и в будни) курсировал автобус, сначала платно, а потом бесплатно.

## Собственники и руководство
Стратегическим собственником предприятия является компания «Новое Содружество» (основатели и управляющие партнеры — Бабкин К. А., Удрас Д. А., Рязанов Ю. В.). Генеральный директор «Ростсельмаша» — Валерий Мальцев.

### Директора завода
| Руководитель                   | Период работы                                                                             | Руководитель                      | Период работы                                          |
| Глебов-Авилов Николай Павлович | май 1928 — июль 1937                                                                      | Саркисов Николай Андреевич        | июль 1947 — сентябрь 1949                              |
| Рава Самуил Семенович          | октябрь 1936 — февраль 1937 (И.О)                                                         | Рыбин, Василий Иванович           | сентябрь 1949 — август 1951 22 июня 1953 — январь 1954 |
| Небылицкий Андрей Львович      | март 1937- июнь 1937 (И.О)                                                                | Лаврентьев, Виктор Денисович      | август 1951 — июль 1953 (И.О)                          |
| Карташев, Давид Маркович       | январь 1937-17 декабря 1937 (И.О)                                                         | Ежевский, Александр Александрович | январь 1954 — октябрь 1954                             |
| Грознов Георгий Федорович      | сентябрь 1937 — февраль 1938                                                              | Донцов, Евгений Никитович         | июль 1954 — декабрь 1956                               |
| Демидов Василий Петрович       | февраль 1938-1 апреля 1939                                                                | Иванов Василий Александрович      | декабрь 1956 — октябрь 1961 июль 1974 — октябрь 1978   |
| Титаренко, Максим Захарович    | апрель 1939 — декабрь 1941 июнь 1944 — август 1944 январь 1945 — июль 1947                | Меркулов, Александр Матвеевич     | декабрь 1961 — февраль 1970                            |
| Шапаренко Иван Иванович        | 2 декабря 1941 — 15 декабря 1941 (И. О. Ростов-на-Дону) 20 февраля 1943 — 28 февраля 1943 | Тимошенко Яков Алексеевич         | февраль 1970 — сентябрь 1972                           |
| Куликов Михаил Иванович        | 1941 — август 1942 (Ташкент)                                                              | Котёнок, Иван Прокофьевич         | сентябрь 1972 — октябрь 1974                           |
| Иванов Андрей Николаевич       | декабрь 1941 — июль 1942 (И. О. Ростов-на-Дону)                                           | Песков Юрий Александрович         | октябрь 1978 — апрель 1996                             |
| Виноградов Иван Сергеевич      | 1942 — 1945 (Ташкент)                                                                     | Тринёв Владимир Александрович     | апрель 1996 — март 1998                                |
| Катунин Василий Васильевич     | 28 февраля 1943 — 10 марта 1943                                                           | Покровский Павел Борисович        | март 1998 — январь 2000                                |
| Калиниченко Иван Андреевич     | март 1943 — июнь 1943                                                                     | Попандопуло Григорий Дмитриевич   | январь 2000 — август 2000                              |
| Мартыненко Андрей Авдеевич     | июнь 1943 — июнь 1944 (И.О)                                                               | Лебедев Сергей Николаевич         | август 2000 — декабрь 2002                             |
| Великанов                      | июль 1944 — январь 1945 (И.О)                                                             | Мальцев Валерий Викторович        | декабрь 2002 — настоящее время                         |

## Известные сотрудники
Первым главным инженером «Ростсельмаша» был Бондарев, Дмитрий Дмитриевич — русский автомобильный конструктор.
На заводе работало несколько Героев Советского Союза (жирным шрифтом отмечены погибшие в годы Великой Отечественной войны):
| - Алёшин, Семён Михеевич, - Гаккель, Михаил Адельбертович, - Говоров, Михаил Прокофьевич, - Евдокимов, Виктор Васильевич, - Загаринский, Александр Григорьевич, - Колесников, Владимир Михайлович, - Костенко, Михаил Фёдорович, | - Малый, Сергей Дмитриевич, - Нечепуренко, Иван Иванович, - Петикин, Павел Иванович, - Савченко, Павел Павлович, - Соляник, Владимир Фёдорович, - Чапчахов, Лазарь Сергеевич, - Яковлев, Василий Нестерович. |

В числе Героев Социалистического Труда на предприятии трудились:
- Дробышева, Нина Сергеевна (бригадир стерженщиц),
- Ежевский, Александр Александрович (директор),
- Ефимов, Дмитрий Васильевич (старший мастер),
- Колесников, Пётр Кондратьевич (стропальщик),
- Новикова, Мария Ефимовна (шлифовальщица),
- Песков, Юрий Александрович (директор),
- Уланов, Константин Егорович (слесарь-сборщик).

Ленинской премии был удостоен директор завода Иванов, Василий Александрович. Полными кавалерами ордена Трудовой Славы стали — электросварщик Бедняков, Эдуард Иванович, токарь Бородаев, Владимир Алексеевич.
Сотрудникам предприятия за заслуги присваивалось звания «Почётный ростсельмашевец».

## Производственная деятельность

### Экспорт

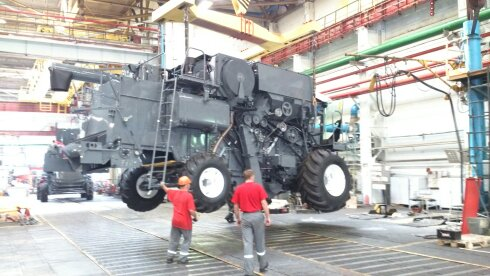
Сборочный цех завода

Экспорт продукции осуществлялся с 1930-х годов. Комбайны поставлялись в Голландию, Данию, Грецию, Турцию, Афганистан, Иран, Монголию, Китай. Сбыт продукции предприятия и реализация продукции Ростсельмаша, её предпродажная подготовка и сервисное обслуживание осуществляется через дилерскую сеть компании, развернутую по странам присутствия на четырёх континентах (более чем в 50 странах мира). География внешнеэкономических связей по сравнению с предыдущими периодами претерпела некоторые изменения — в последние годы увеличилась доля экспортных поставок.

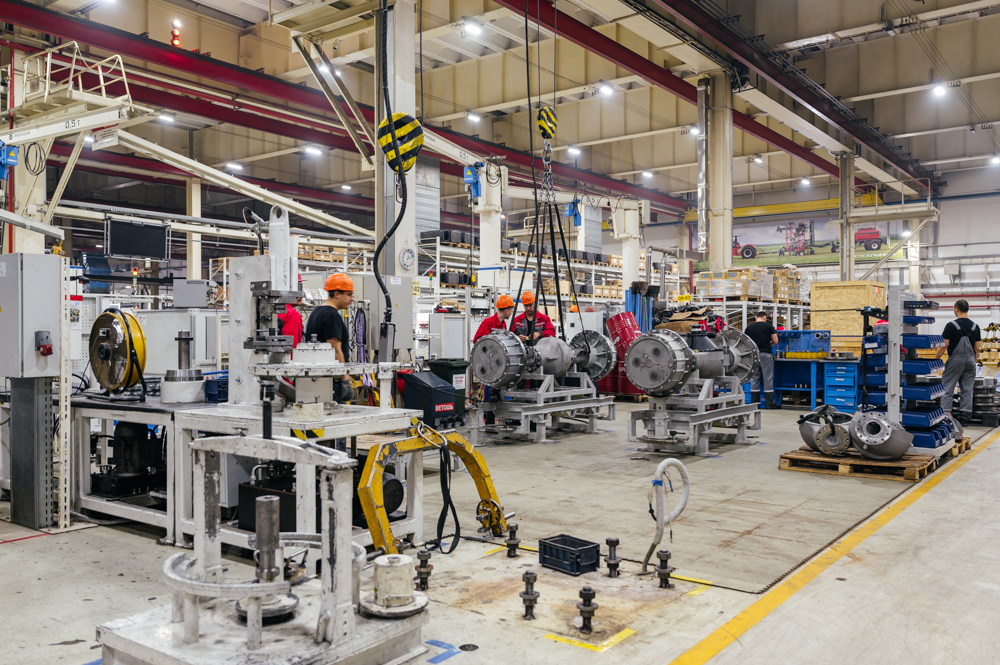
Завод трансмиссий Ростельмаш

В 2015 году было зарегистрировано, что техника Ростсельмаша экспортируются уже 31 страну мира, в том числе: в США, Германию и Канаду, что на порядок превышает уровень и объёмы 2008 года.
Экспорт в 2020 году вырос на 40,2 % до 8,7 млрд руб. (без НДС), экспорт дивизиона прицепной и навесной техники (Klever) — на 15,5 %: до 0,7 млрд руб. (без НДС). Росту экспорта способствовала работа по продвижению продукции на традиционных для компании внешних рынках, а также выход на новые. Кроме того, помогла господдержка экспорта: субсидии на транспортировку в рамках реализации Постановления № 496, поддержка участия в выставках за рубежом.
Среди основных потребителей техники донской компании — Казахстан, Узбекистан, Кыргызстан, Молдова, Литва; активно развивается сотрудничество с Польшей, Румынией, Болгарией, Беларусью. Компания поставляет технику в восемь африканских стран, включая Алжир, Египет, ЮАР и Эфиопию, а также налаживает сотрудничество с Китаем и Туркменией.

## Продукция Ростсельмаш

### Комбайны

#### Исторические модели
«Сталинец-1» — прицепной зерноуборочный комбайн с пропускной способностью молотилки 2,15 кг/с. В 1937 году на Всемирной выставке в Париже получил гран-при. В том же году на Всесоюзной сельскохозяйственной выставке в Москве — диплом I степени. Производился с мая 1932 года до 1941 года.
«Сталинец-6» — прицепной зерноуборочный комбайн с пропускной способностью молотилки 2,5 кг/с. Выпускался с 1947 по 1954 год.

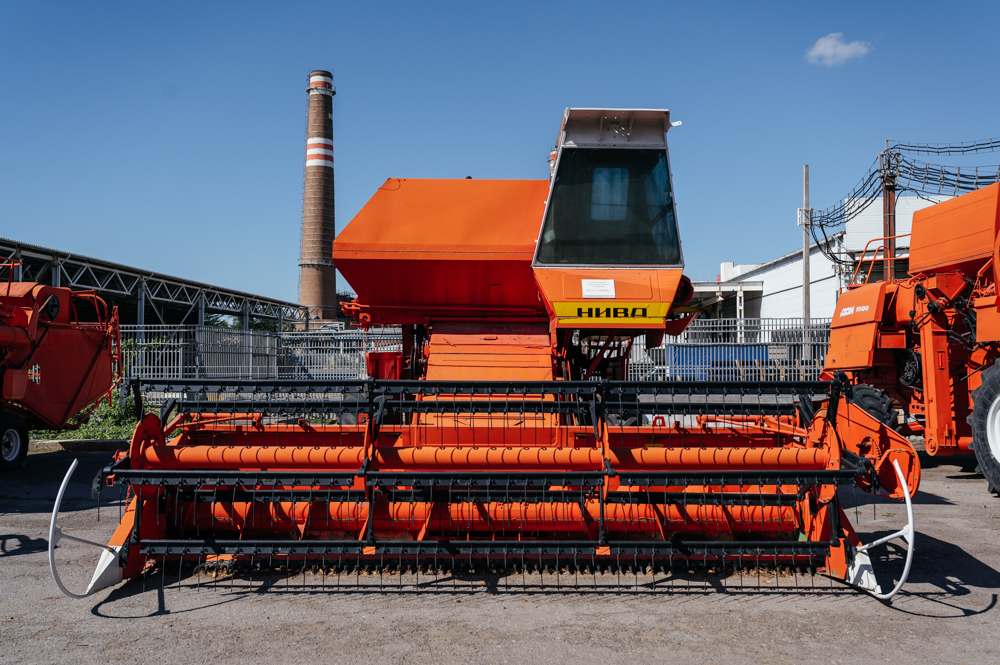
Зерноуборочный комбайн «НИВА»

РСМ-8 — прицепной зерноуборочный комбайн с пропускной способностью молотилки 4 кг/с. Выпускался с 1956 до 1958 года.
СК-3 — самоходный зерноуборочный комбайн с пропускной способностью 3 кг/с. В 1958 году машина получила гран-при на Всемирной выставке в Брюсселе (Expo 58 или Brussels World’s Fair). Выпускался с 1958 по 1962 года.
СК-4 — самоходный зерноуборочный комбайн с пропускной способностью 4 кг/с. В 1963 году на Лейпцигской ярмарке СК-4 получил диплом I степени. В 1964 году — Золотую медаль на Международной машиностроительной ярмарке в Брно и «Серебряный кубок» на Международной выставке-ярмарке в Будапеште. СК-4 стал самым награждаемым зерноуборочным комбайном. Производился с 1964 по 1973 год.

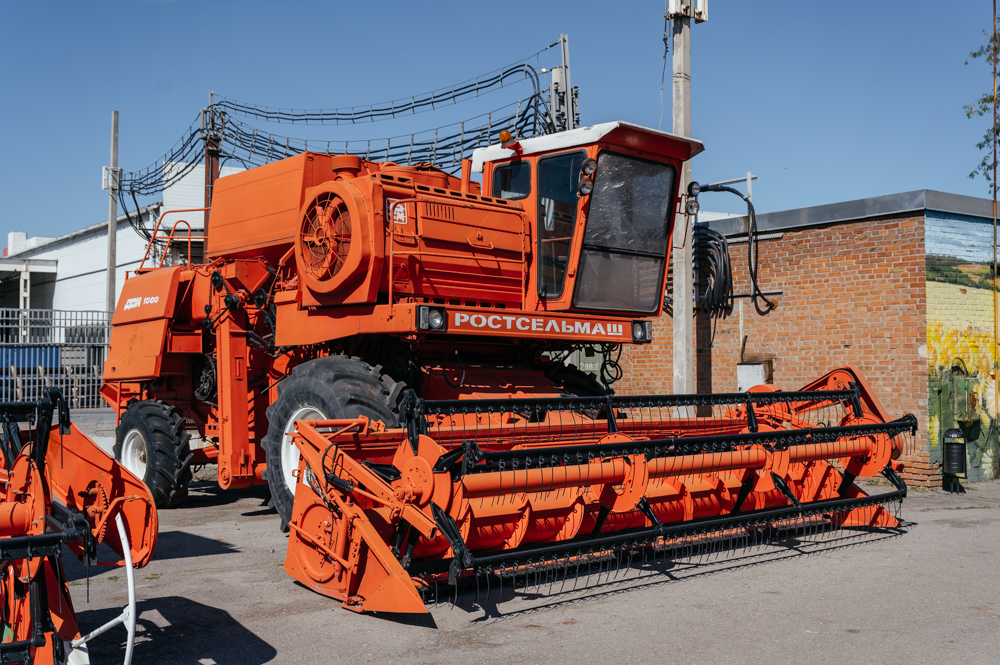
Зерноуборочный комбайн «Дон-1500»

«Дон-1500» — самоходный зерноуборочный комбайн 4-го класса с пропускной способностью до 12 кг/с. «Дон-1500 Б» стал победителем конкурса-опроса «Лучшая сельскохозяйственная машина года 2009» в номинации «Лучший зерноуборочный комбайн». Выпускался с 1986 по 2006 год.
«Дон-1200» — самоходный зерноуборочный комбайн 4-го класса с пропускной способностью 6,5 кг/с. Выпускался с 1986 по 2004 год.
«Acros-530» — самоходный комбайн 5-го класса номинальной производительности 14 т/ч, первая модель зерноуборочных комбайнов серии ACROS. Выпускался с 2006 по 2016 годы. В 2011 году «Acros-530» завоевал звание лучшего зерноуборочного комбайна года в конкурсе «Лучшая сельскохозяйственная машина года 2011».
«Acros-580» — комбайн 5-класса производительностью свыше 14 т/ч. Победитель конкурса «Лучшая сельскохозяйственная машина 2011 года» в номинации «Лучшая новинка года». Также становился победителем этого конкурса в номинации и «Лучший зерноуборочный комбайн» в 2013 и 2015 годах. В 2014 году стал первым комбайном-факелоносцем, приняв участие в эстафете передачи Олимпийского огня. Выпускался с 2010 по 2015 год.
«Acros-590 Plus» — самоходный комбайн 5-го класса производительностью до 20 т/ч. Вторая модель серии. Выпускался в 2010—2015 гг. В 2013 году одержал победу в конкурсе «Лучшая сельскохозяйственная машина года» в номинации «Лучшая новинка 2013 года». В 2017 году «Acros-590» стал победителем конкурса в номинации «Лучший зерноуборочный комбайн 2017 года».

RSM F 2550 — кормоуборочный комбайн производительностью до 200 т/ч. В 2019 году стал победителем в номинации «Лучшая новинка года» конкурса «Лучшая сельскохозяйственная машина года». Выпускалась с 2019 по 2022 годы.

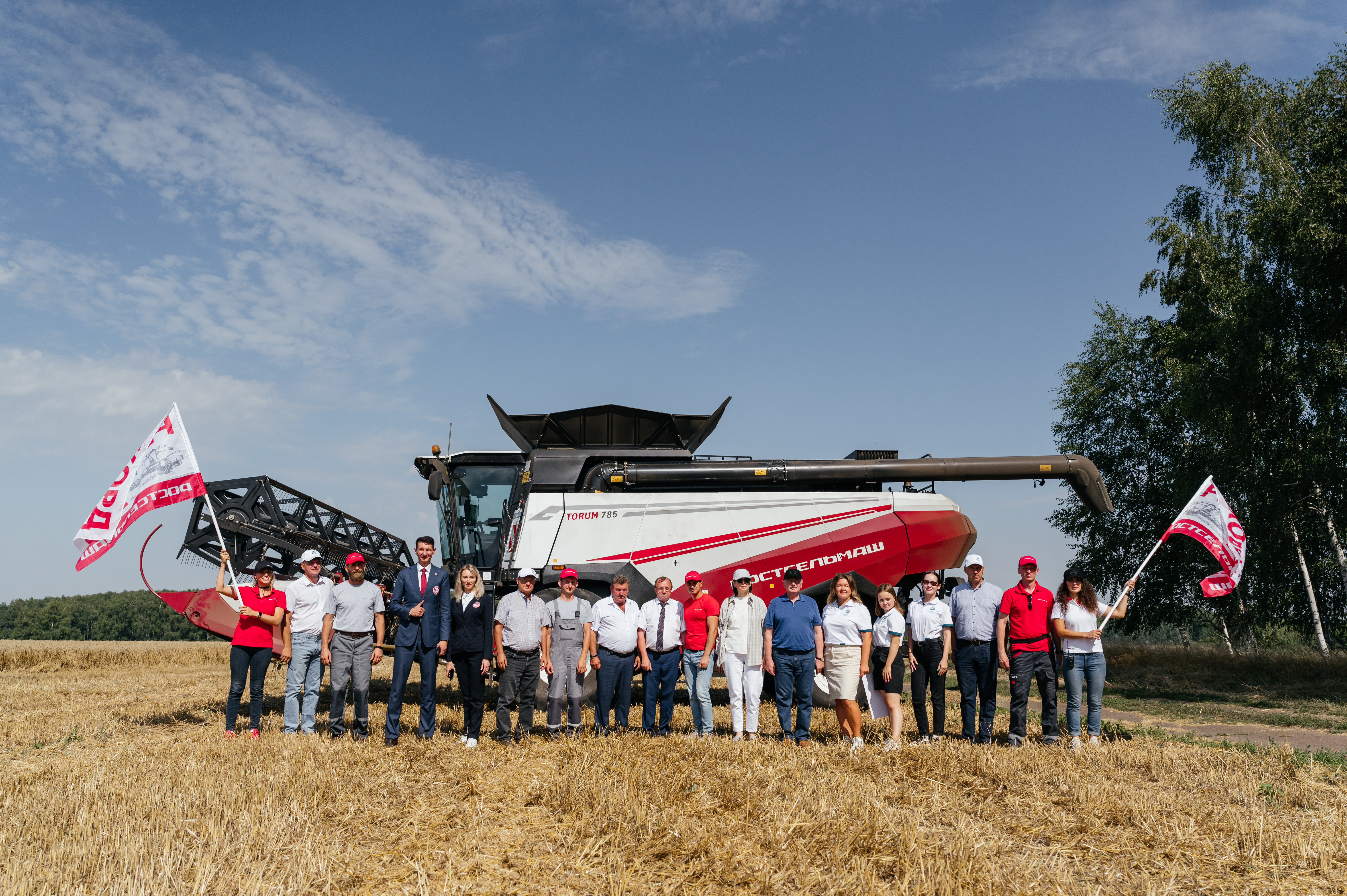
На рекорде TORUM 785 по намолоту 400,84 т пшеницы за 8-часовую смену. 2022 год

#### Модели в производстве
TORUM 785 — зерноуборочный комбайн 8-го класса производительностью до 45 т/га. В августе 2022 года комбайн установил отечественный рекорд по производительности, намолотив на 8-часовую смену 400,84 т. пшеницы. Выпускается с 2017 года.

«RSM-161» — самоходный зерноуборочный комбайн 7-го класса с молотильно-сепарирующим устройством Tetra Processor производительностью до 36 т/ч. Победитель конкурса «Лучшая сельскохозяйственная машина 2015 года» в номинации «Лучшая новинка года». Выпускается с июня 2015 года.

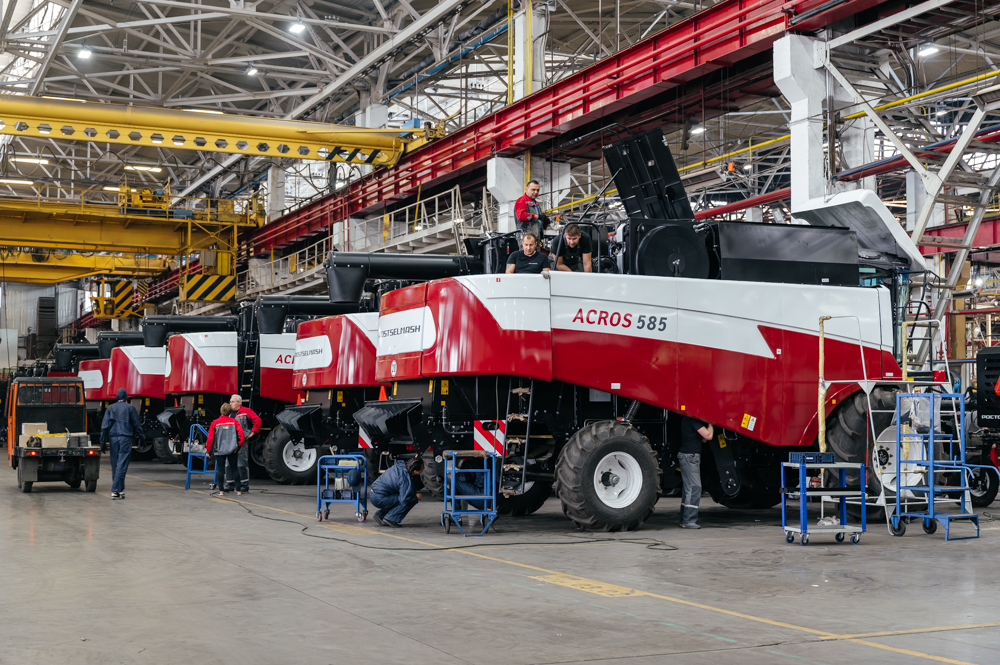
Капотирование «Acros-585» в цехе Ростсельмаш

Т500 — самоходный зерноуборочный комбайн 6-го класса производительностью до 30 т/ч. Вторая модель в линейке машин с двухбарабанным МСУ. Выпускается с 2022 года.
«Acros-595 Plus» — комбайн модели второго поколения производительностью до 25 т/ч. Победитель конкурса «Лучшая сельскохозяйственная машина 2021 года» в номинации «Лучший зерноуборочный комбайн». Выпускается с 2014 года.
Vector 450 Track — зерноуборочный комбайн на гусеничном ходу. Машина 4-го класса номинальной производительности 12 т/ч. Вторая модель серии. Производится с 2012 года.

NOVA — самоходный зерноуборочный комбайн 3-го класса с однобарабанным МСУ производительностью 10 т/ч. Выпускается с 2017 года. 

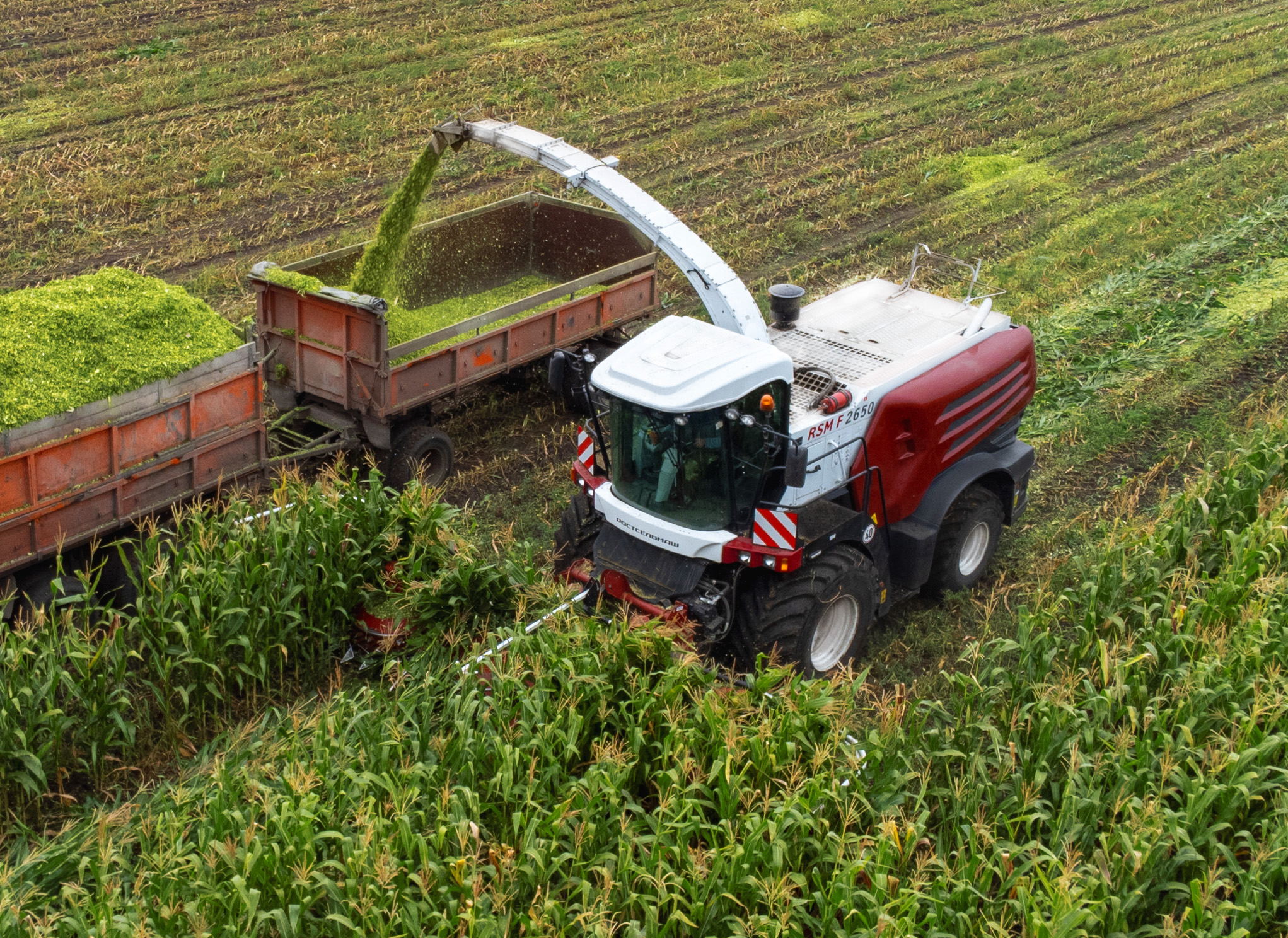
Кормоуборочный комбайн RSM F 2650

"Дон-680М" — глубоко модернизированная версия кормоуборочного комбайна «Дон 680» производительностью до 108 т/ч. В номинации «Лучшая кормозаготовительная техника» был бессменным лидером конкурса-опроса «Лучшая сельскохозяйственная машина года» в период с 2011 по 2019 год.
F 1300 — кормоуборочный комбайн производительностью до 120 т/ч. Выпускается с 2019 года.
F 2650— кормоуборочный комбайн производительностью свыше 200 т/ч. В 2022 году установил рекорд в номинации «Самая большая масса убранного силоса одним комбайном за 8-часовую смену в России», заготовив 1443 т силосной массы. Выпускается с 2019 года. 

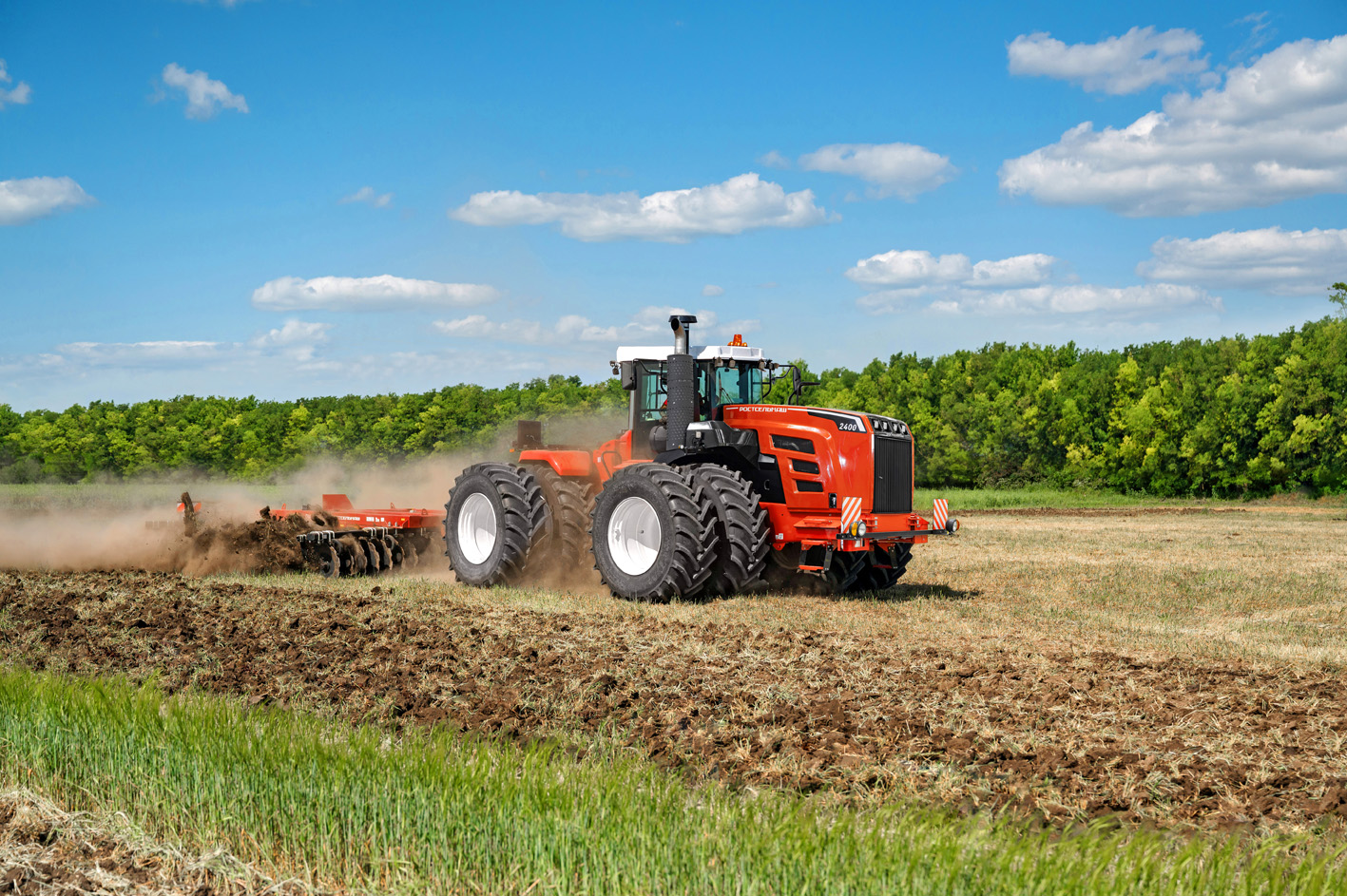
Трактор Ростсельмаш 2400

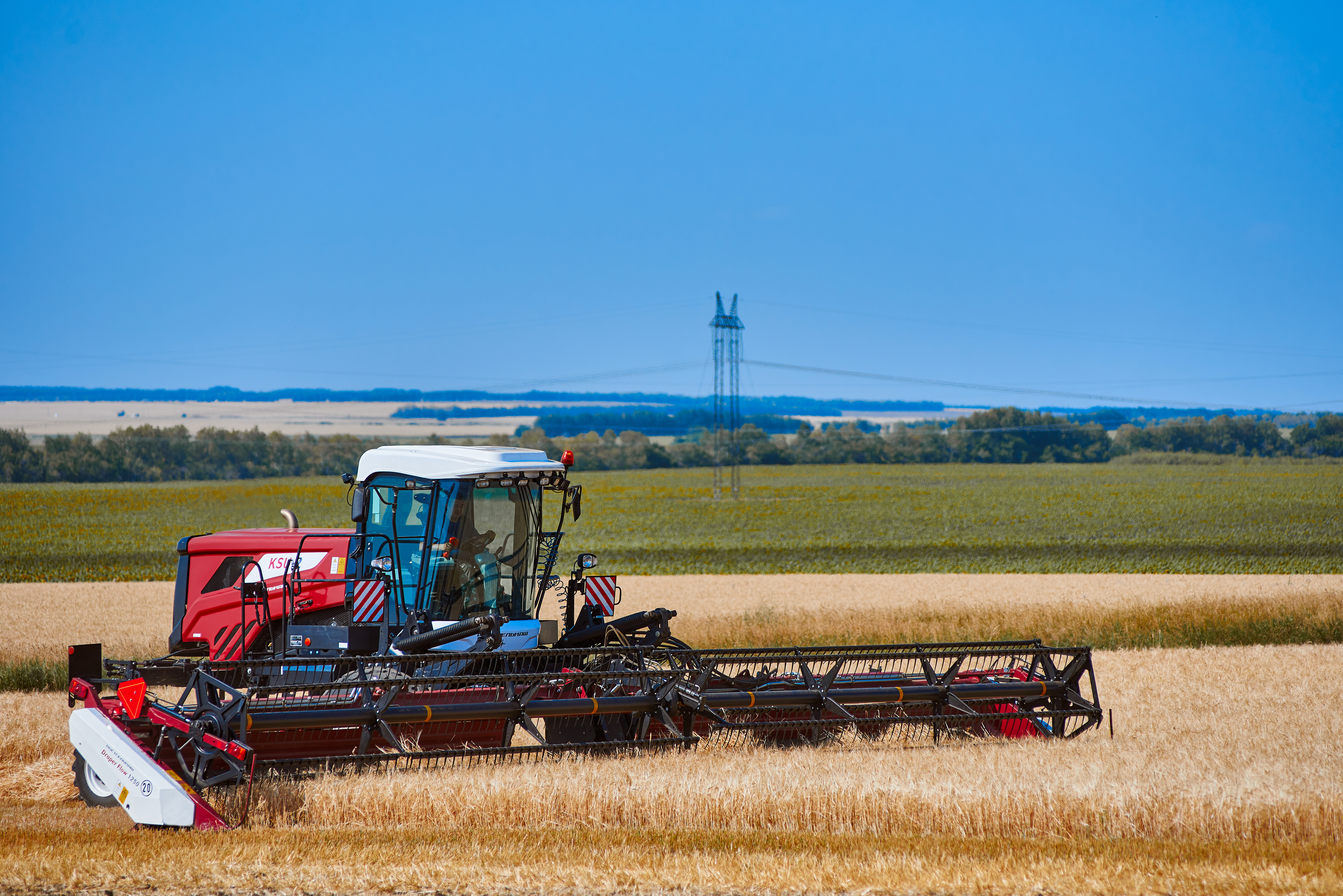
Самоходная косилка Ростсельмаш KSU-2

### Электронные системы
РСМ Ночное видение — система обнаружения помех (неподвижные и подвижные объекты) в темное время суток для повышения безопасности и производительности труда. В 2019 году разработка получила Серебряную медаль международного конкурса AGRITECHNICA Innovation Award. Производится с 2021 года.
РСМ ОК АйДи — система мониторинга состояния механизатора для выявления признаков критической усталости сотрудника и предотвращения связанных с этим аварийных ситуаций. Разработка получила Серебряную медаль конкурса AGRITECHNICA Innovation Award — Winners of 2022. Производится с 2022 года.

## Социальная сфера
Первые дома в для строителей завода появились в посёлке Сельмаш в 1926 году. Организованное и планомерное строительство поселка Сельмаш началось в 1929 году, который принято считать годом рождения поселка Сельмаш, как и завода «Ростсельмаш». Первыми в посёлке были возведены более 60 жилых домов, а также первый магазин, школа, фабрика-кухня, клуб. Позже появились детский сад, баня, Дворец культуры. В центре Сельмашевского поселка, напротив заводоуправления, по специальному решению правительства возвели новый железнодорожный вокзал, вступивший в строй 4 сентября 1937 года.
Ростсельмаш придерживается принципов социальной ответственности бизнеса. На промышленных площадках ведется активная реконструкция и строительство новых объектов социальной инфраструктуры: сети столовых и комнат приемов пищи, учебного центра. Для сотрудников действует большой социальный пакет. В него входят собственная жилищная программа, программы, направленные на оздоровление и отдых ветеранов компании, сотрудников и их детей.

### Культура
Газета «Ростсельмашевец» начала издаваться в 1928 году ещё при строительстве завода. В настоящее время называется «Ростсельмаш» и является еженедельной газетой коллектива компании. В советские годы газета выходила под разными названиями. Больше всего она известна горожанам как «Сельмашстроевец», «Сталинец», «Ростсельмашевец». Были и другие названия в истории газеты, но просуществовали они недолго: «Гигант», «Комбайн», «РСМ».
Во время строительства завода было создано Литературное объединение «Ростсельмаш» (28 октября 1928 года), которое берёт начало с агитбригады, которой руководил рабочий-фрезеровщик Анатолий Софронов.
Ростсельмаш активно участвует в социальных проектах региона и инициирует собственные. При помощи компании в Ростовской области был реконструирован музейный комплекс «Самбекские высоты», установлен памятник герою Великой Отечественной войны А. П. Бересту.

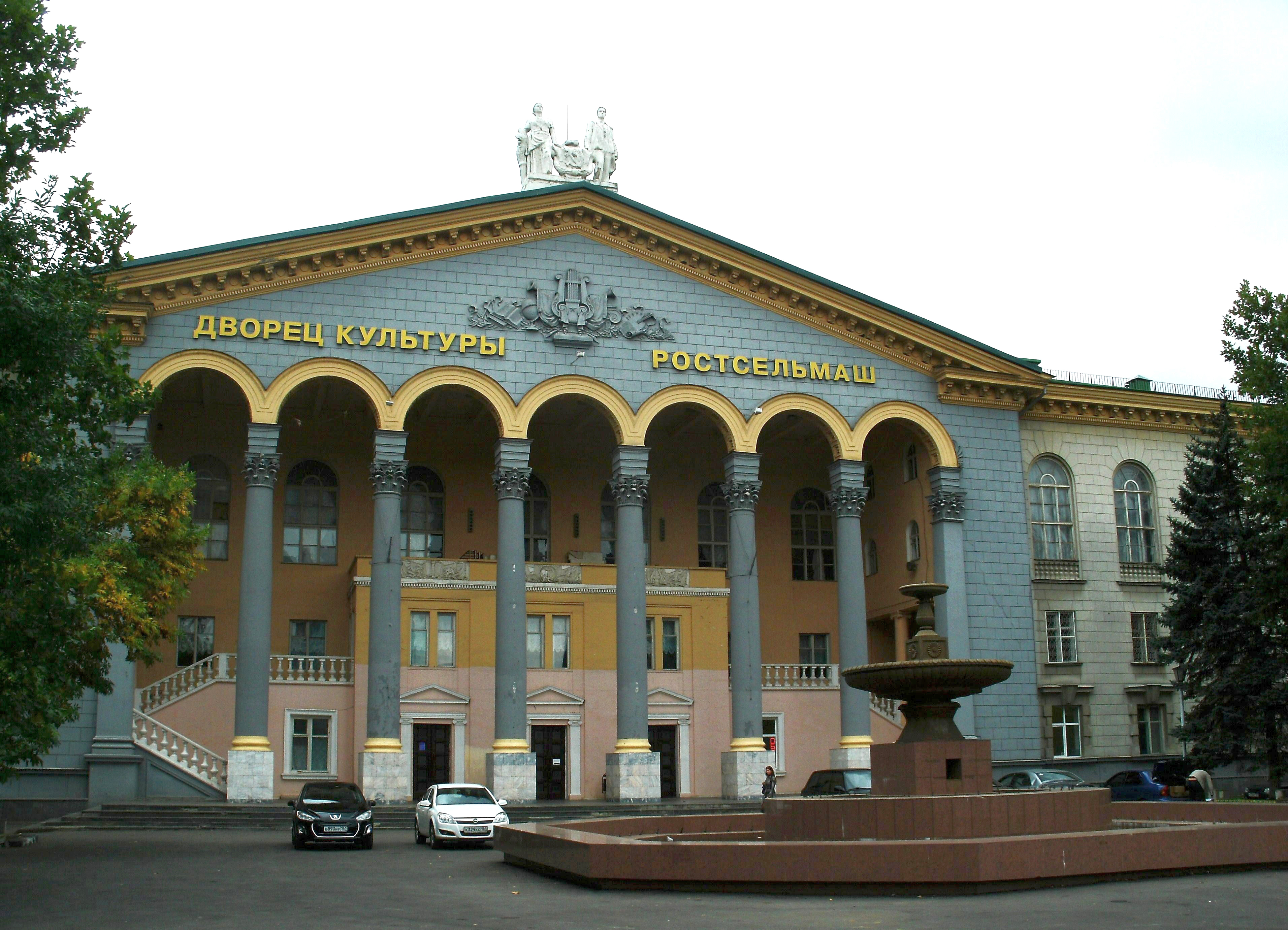
ДК «Ростсельмаш»

После войны с восстановлением завода развивалась и его социальная сфера. В настоящее время завод и прилегающая к нему обширная территория в Первомайском районе города так и называются: Сельмаш. До настоящего времени работает красивый Дворец культуры Ростсельмаша, где некоторое время находился музей трудовой славы завода. В музее под открытым небом на территории «Ростсельмаша» представлена сельскохозяйственная техника от начала его существования до наших дней.

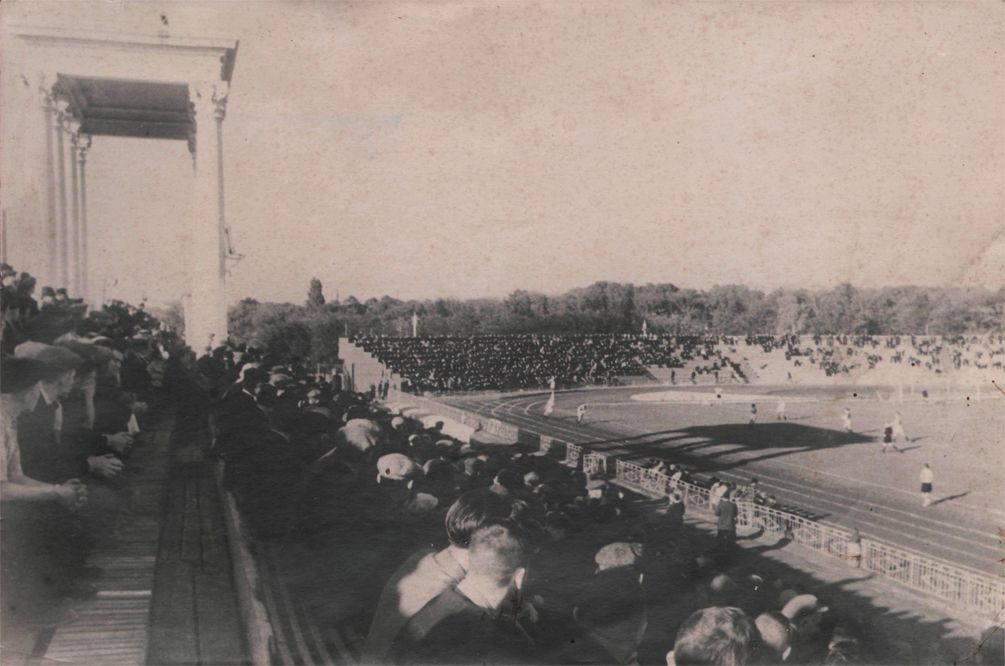
Довоенный стадион Ростсельмаш

### Спорт
В 1930 году как подотчётное спортивное сооружение завода «Ростсельмаш» был построен одноимённый стадион. 10 мая 1930 года был основан футбольный клуб «Сельмашстрой», который в 1950 году клуб впервые принял участие в первенстве СССР. В настоящее время это футбольный клуб «Ростов», входящий в Российскую премьер-лигу.
В 1965 году был основан и до 2002 года носил название «Ростсельмаш» ныне гандбольный клуб «Ростов-Дон».
С 2018 года в честь своего дня рождения Ростсельмаш проводит ежегодный велопробег.
В сентябре 2020 года при поддержке Группы Компаний Ростсельмаш, Федерации регби России и Федерации регби Ростовской области была создана «Ростсельмаш-Лига» — ассоциация тег-регби для школьников.

### Образование
В 1927 году Наркомпрос издал циркуляр «О допущении глухонемых к производственному обучению в профшколах и учебно-производственных мастерских». Организационное оформление получили группы глухих при школах фабрично-заводского ученичества (ФЗУ) Первого подшипникового завода (Москва), механического завода (Кемерово), завода «Ростсельмаш» (Ростов-на-Дону).

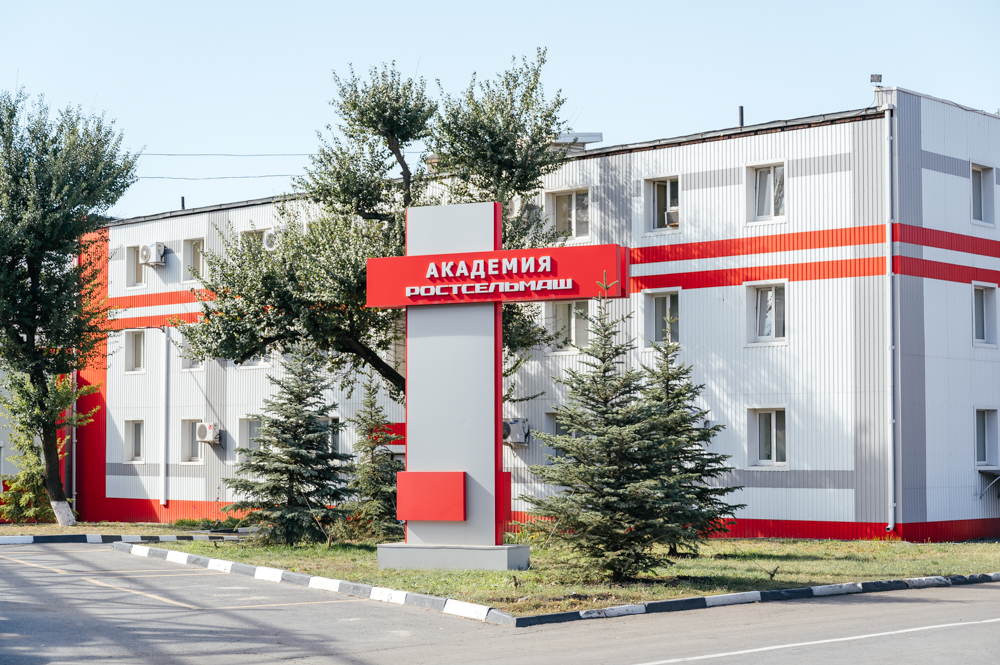
Академия Ростсельмаш на главной производственной площадке в Ростове-на-Дону

В 1950-е годы в средних и высших учебных заведениях без отрыва от производства обучалось около 400 человек. Тысячи рабочих предприятия прошли курсы повышения квалификации и стахановские школы. На заводе существовала сеть экономических курсов и семинаров. Через них прошло более 200 мастеров участков, начальников цехов, секретарей первичных парторганизаций.
В середине 1980-х годов при заводе был создан завод-втуз (ныне Институт энергетики и машиностроения ДГТУ).
Ростсельмаш осуществляет собственный федеральный проект «Образование», поддерживая ВУЗы и СУЗы, которые готовят кадры для АПК. В рамках сотрудничества Ростсельмаш обеспечивает партнеров учебно-методическими материалами, открывает специализированные аудитории — на 2022 год открыто 63 корпоративные аудитории в вузах и 34 — в ссузах, и передаёт сельскохозяйственную технику для изучения студентами, механизаторами и инженерами хозяйств, а для преподавателей организовываются курсы в Академии Ростсельмаш, расположенной на территории главной производственной площадки.
В 2022 году совместно с Донским государственным техническим университетом компания одержала победу в конкурсе Минобрнауки РФ на создание Передовой инженерной школы.

## В культуре
- В кинематографе завод и его продукция представлены в художественных и документальных фильмах:
  - «Гость с Кубани» (1955 год) — комбайн «Сталинец-1», созданный на Ростсельмаше в 1932 году[85];
  - комбайн «СК-5 Нива» присутствовал в следующих произведениях:[86]
    - художественные фильмы «Звон уходящего лета» (1979 год), «Полевая Гвардия Мозжухина» (1985 год) и «Пока гром не грянет» (1991 год);
    - снят документальный ролик «Комбайны „Нива“ и „Дон-1500“ на испытаниях в полевых условиях. Русская пшеница» (1985);
    - этот комбайн был использован для создания социального ролика, который появился на ОРТ в 1995 году: «До дождя уберем! Социальная реклама „Русский проект“».
- В живописи завод отображен в работах следующих художников: Титаренко Татьяны Петровны[87], Титаренко Андрея Максимовича[87], Щебланова Валентина Федоровича[88], Язева Ивана Андреевича и многих других.
- Модельный ряд техники упоминается в песне «Комбайнеры» Игоря Растеряева[89][90]:

«Выпил C2H5OH, // Cел на „Ниву Ростсельмаш“, // На ДТ, „Дон-500“, Т-150, // Покормил перед этим поросят…» 
- В СССР были выпущены почтовые марки и конверт, посвящённые «Ростсельмашу».

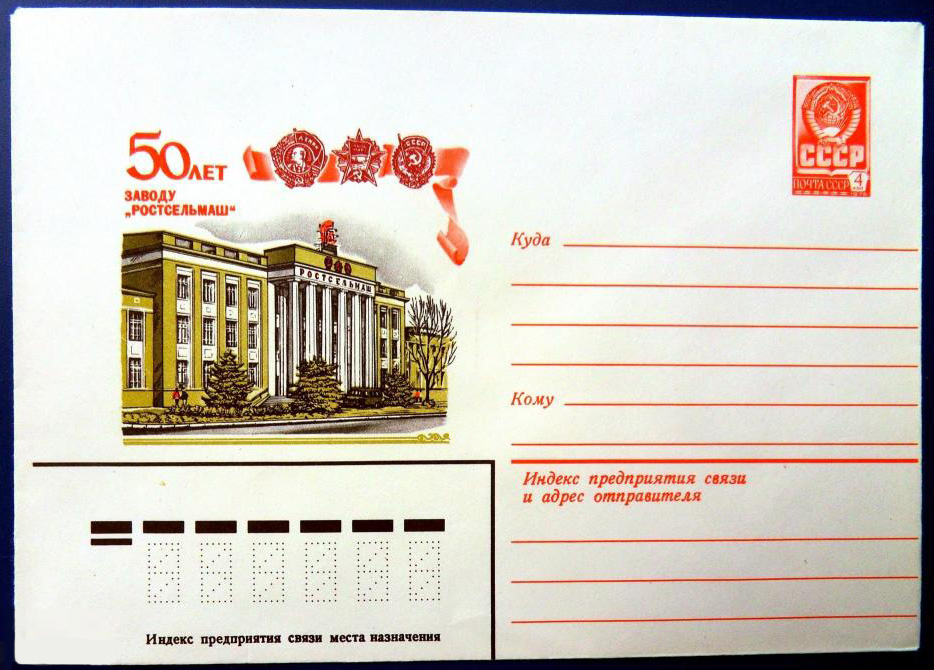
Почтовый конверт 1979 года

Почтовые марки
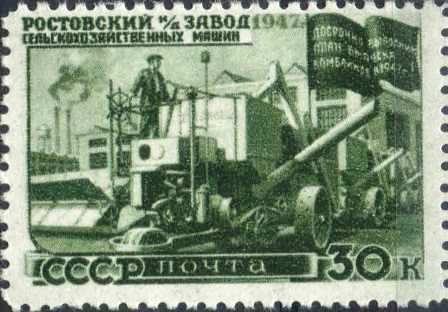
1947 год
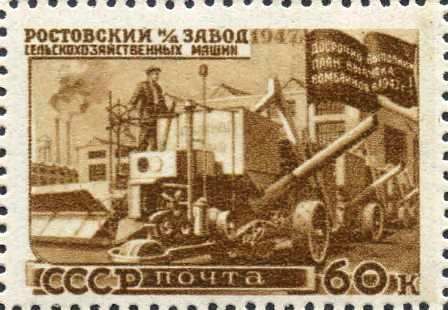
1947 год
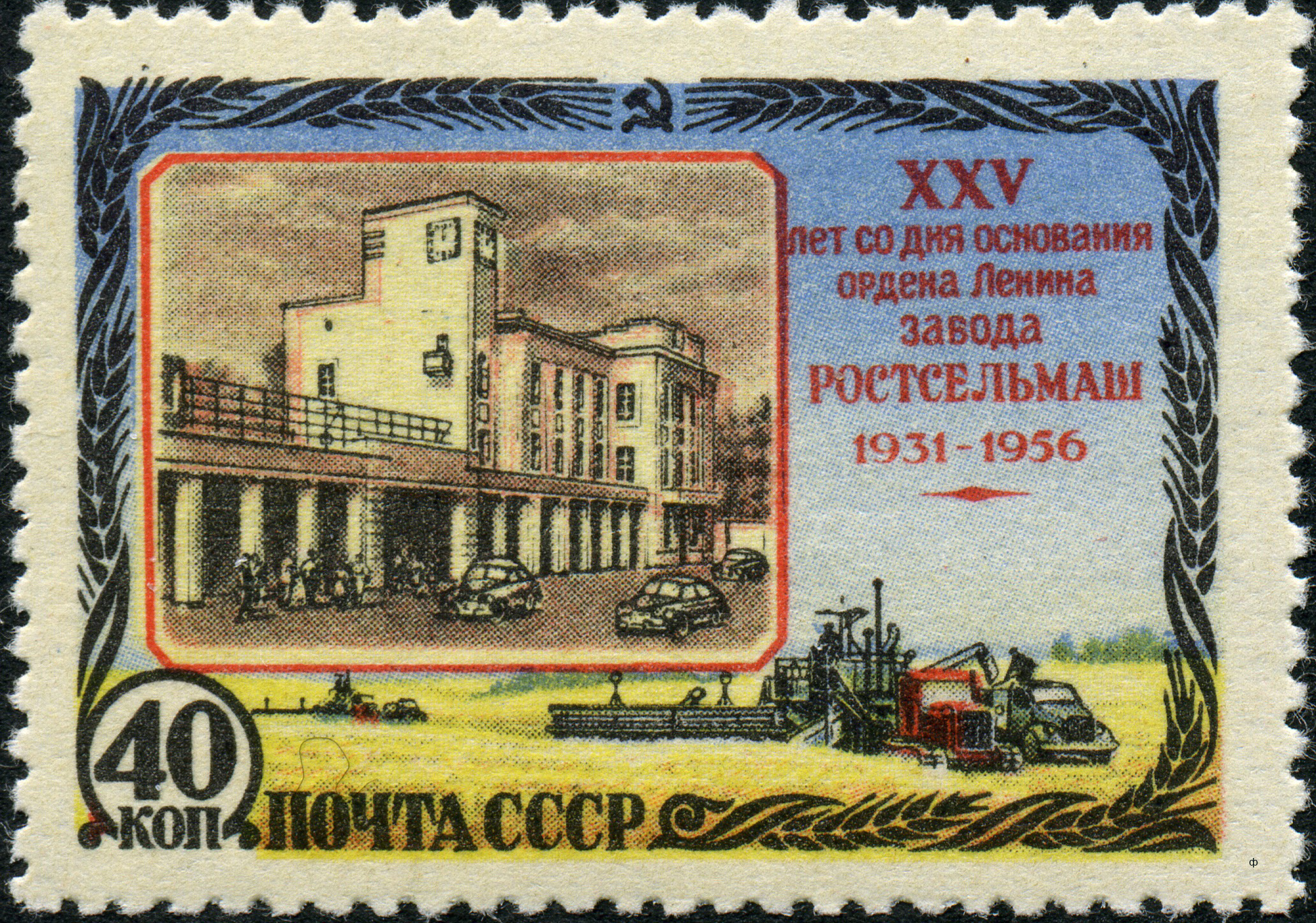
1956 год